# Anobra
Anobra é uma povoação portuguesa sede da Freguesia de Anobra do Município de Condeixa-a-Nova, freguesia com 16,38 km² de área e 1249 habitantes (censo de 2021), tendo, por isso, uma densidade populacional de 76,3 hab./km².
No que se refere ao povoamento de Anobra, sabe-se que foi a antiga "villa" de "Anlubria", situada abaixo do castro de "Antunhol" ou "Antuniol". Apesar de ter recebido forais de D. Afonso III e de D. Manuel I, nunca obteve o estatuto de vila ou concelho.

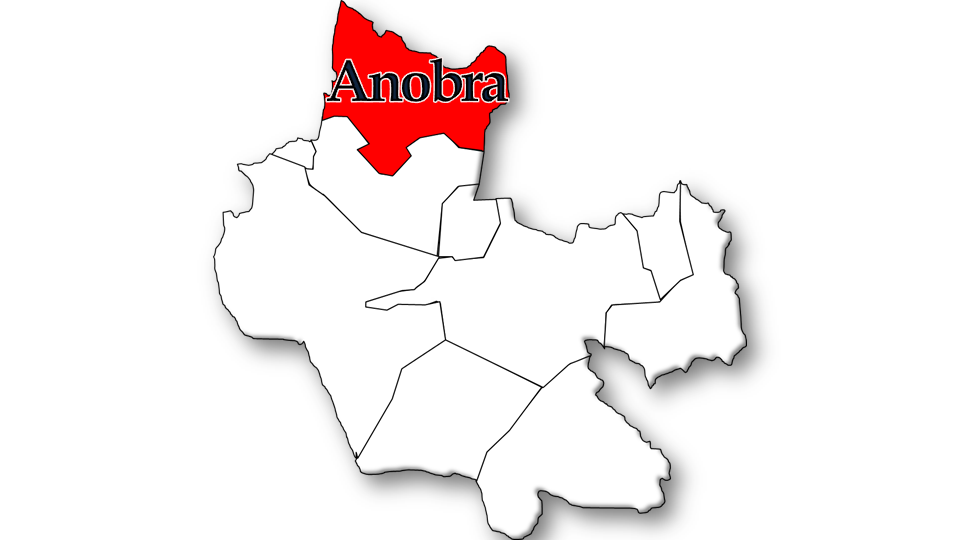
Localização da freguesia no Município de Condeixa-a-Nova

## Demografia
A população registada nos censos foi:
| Distribuição da População por Grupos Etários | Distribuição da População por Grupos Etários | Distribuição da População por Grupos Etários | Distribuição da População por Grupos Etários | Distribuição da População por Grupos Etários |
| -------------------------------------------- | -------------------------------------------- | -------------------------------------------- | -------------------------------------------- | -------------------------------------------- |
| Ano                                          | 0-14 Anos                                    | 15-24 Anos                                   | 25-64 Anos                                   | > 65 Anos                                    |
| 2001                                         | 182                                          | 182                                          | 699                                          | 294                                          |
| 2011                                         | 183                                          | 127                                          | 729                                          | 277                                          |
| 2021                                         | 151                                          | 125                                          | 686                                          | 287                                          |

## Resultados eleitorais

### Eleições autárquicas (Junta de Freguesia)
| Partido | %    | M    | %    | M    | %    | M    | %    | M    | %    | M    | %    | M    | %    | M    | %    | M    | %    | M    | %    | M    | %    | M    |
| Partido | 1976 | 1976 | 1979 | 1979 | 1982 | 1982 | 1985 | 1985 | 1989 | 1989 | 1993 | 1993 | 1997 | 1997 | 2001 | 2001 | 2005 | 2005 | 2009 | 2009 | 2013 | 2013 |
| ------- | ---- | ---- | ---- | ---- | ---- | ---- | ---- | ---- | ---- | ---- | ---- | ---- | ---- | ---- | ---- | ---- | ---- | ---- | ---- | ---- | ---- | ---- |
| PS      | 52,4 | 4    | 57,6 | 6    | 48,3 | 5    | 42,6 | 4    | 42,9 | 3    | 65,1 | 5    | 79,1 | 6    | 58,5 | 4    | 62,1 | 5    | 38,2 | 4    | 46,8 | 5    |
| IND     | 14,4 | 1    |      |      |      |      |      |      |      |      |      |      |      |      |      |      |      |      |      |      | 26,4 | 2    |
| IND     | 11,1 | 1    |      |      |      |      |      |      |      |      |      |      |      |      |      |      |      |      |      |      | 26,4 | 2    |
| PPD/PSD | 11,3 | 1    |      |      |      |      | 23,1 | 2    | 27,2 | 2    | 16,5 | 1    | 12,0 | 1    | 24,5 | 2    | 21,3 | 1    | 5,5  | -    |      |      |
| AD      |      |      | 28,3 | 2    | 27,9 | 3    |      |      |      |      |      |      |      |      |      |      |      |      |      |      |      |      |
| APU/CDU |      |      | 10,1 | 1    | 17,6 | 1    | 15,5 | 1    | 23,4 | 2    | 13,8 | 1    | 5,3  | -    | 13,9 | 1    | 16,2 | 1    | 5,2  | -    | 4,6  | -    |
| B.E.    |      |      |      |      |      |      |      |      |      |      |      |      |      |      |      |      |      |      | 48,7 | 5    | 17,9 | 2    |